# Ribeirão Assunção
O Ribeirão Assunção é  um afluente do rio Cabo Verde.Sua nascente está localizada na zona rural do município de Cabo Verde a uma altitude de 1050 m e sua foz está localizada na divisa dos municípios de Cabo Verde e Divisa Nova a uma altitude de 790 m. O ribeirão corta a zona urbana do município de Cabo Verde.